# Таллинский зоопарк
Та́ллинский зоопа́рк (эст. Tallinna Loomaaed) — зоопарк в Таллине, Эстония, основанный в 1939 году. Расположен на территории микрорайона Вескиметса. Площадь — 88,6 га, из них 26 га занимают вольеры для животных.

## История
В Эстонии, как и в большинстве стран, получивших независимость после Первой мировой войны, культурное и экономическое развитие позволило учредить зоологический сад лишь незадолго до Второй мировой войны. Таллинский зоопарк был основан 25 августа 1939 года. Главная заслуга этого мероприятия принадлежит Союзу защиты животных и Институту охраны природы и туризма.
За два года до этого, в 1937 году, команда эстонских стрелков выиграла Чемпионат мира в Хельсинки. Вместе с «Аргентинской чашей» победители привезли с собой забавный трофей — молодую рысь. Эта рысь оказалась первым экспонатом, а позже и стала эмблемой таллинского зоопарка. Только 44 года спустя, в 1983 году, зоопарк смог переехать на новую территорию в районе Вескиметса, где ему выделили около 88,6 гектаров земли.

## Экспозиции
- Альпы
- Хищные птицы
- Средняя Азия
- Красоты заболоченных мест
- Млекопитающие арктической зоны
- Фазаны
- Южная Америка

Памятная юбилейная медаль
«50 лет таллинскому зоопарку» (аверс)

- Тропики (включают также два «Тропических дома»)
- Водоёмы с водоплавающими птицами
- Детский зоопарк
- Кенгуру
- Львы
- Слоны
- Тюлени
- Леопарды

В зоопарке обитают более 350 видов животных. Они разделены на отдельные экспозиции в соответствии с местом происхождения — южноамериканская, арктическая, альпийская и другие. Особенная гордость зоопарка в Таллине — «Тропический дом», где можно посмотреть на животных из жарких джунглей.

## Коллекция
По состоянию на 31 декабря 2011 года коллекция зоопарка насчитывала 7753 особей 595 видов/подвидов.
По состоянию на 31 декабря 2015 года коллекция зоопарка насчитывала 13 134 особей 556 видов/подвидов.
| Класс          | видов (31.12.2011) | особей (31.12.2011) | видов (31.12.2015) | особей (31.12.2015) |
| -------------- | ------------------ | ------------------- | ------------------ | ------------------- |
| млекопитающие  | 92                 | 1039                | 102                | 1108                |
| птицы          | 120                | 618                 | 119                | 665                 |
| рептилии       | 45                 | 148                 | 43                 | 157                 |
| земноводные    | 19                 | 154                 | 16                 | 125                 |
| рыбы           | 128                | 2334                | 146                | 2212                |
| беспозвоночные | 191                | 3460                | 130                | 8867                |
| Всего          | 595                | 7753                | 556                | 13134               |

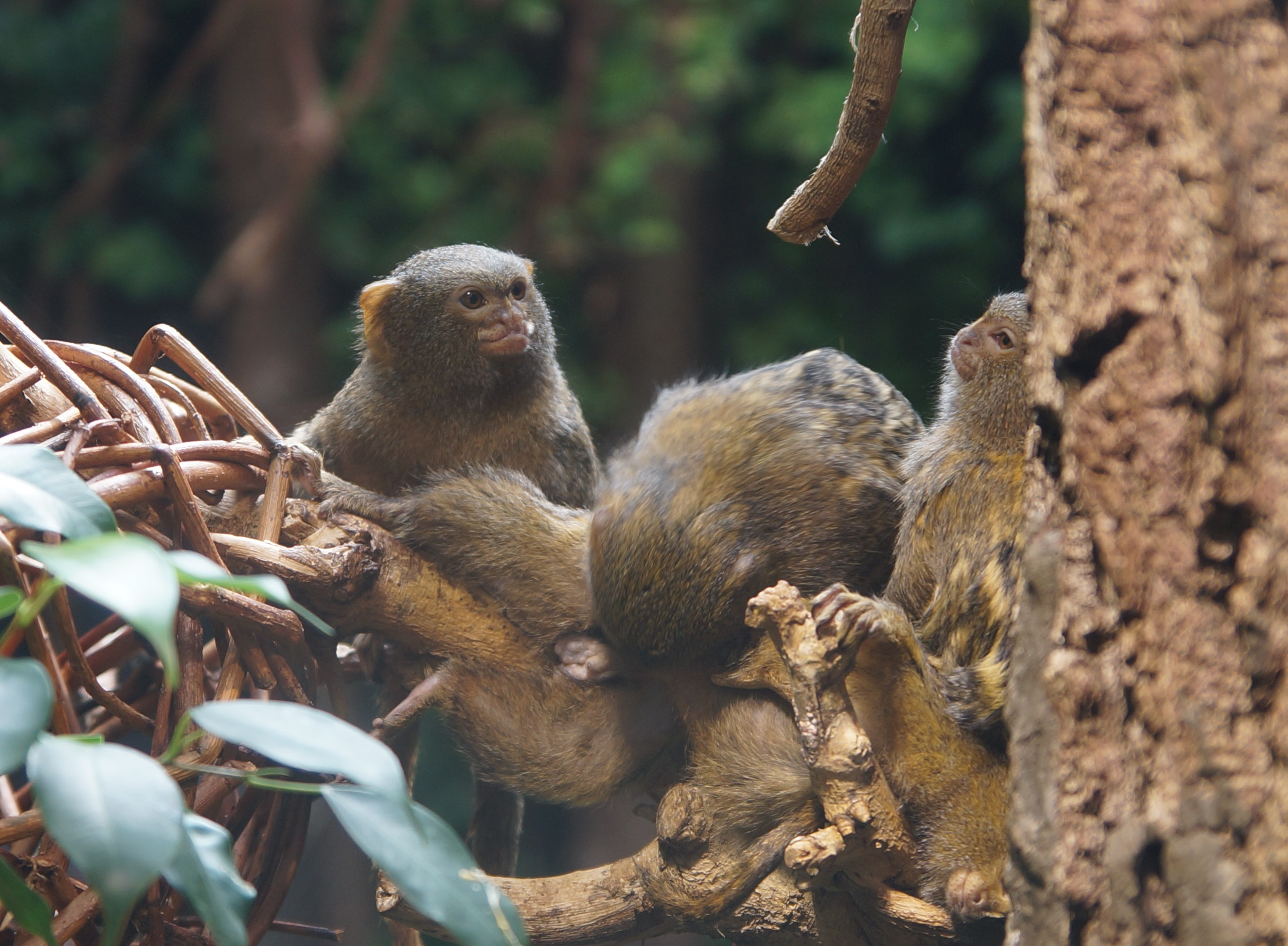
Карликовая игрунка

Специализация зоопарка — редкие виды Палеарктики (хищные птицы, горные копытные, европейская норка и др.).
Член Европейской ассоциации зоопарков и аквариумов (EAZA), Всемирной ассоциации зоопарков и аквариумов (WAZA) и EARAZA, член-корреспондент AAZA.

## Галерея

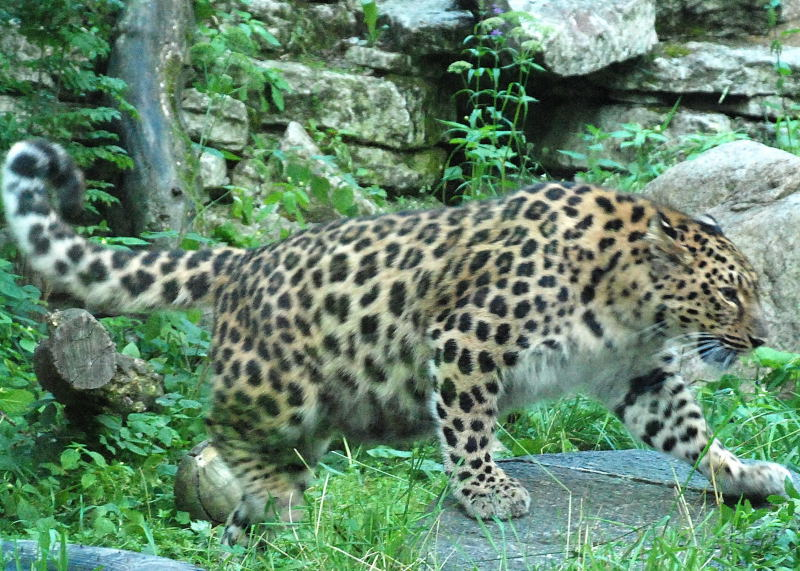
Амурский леопард Дарла
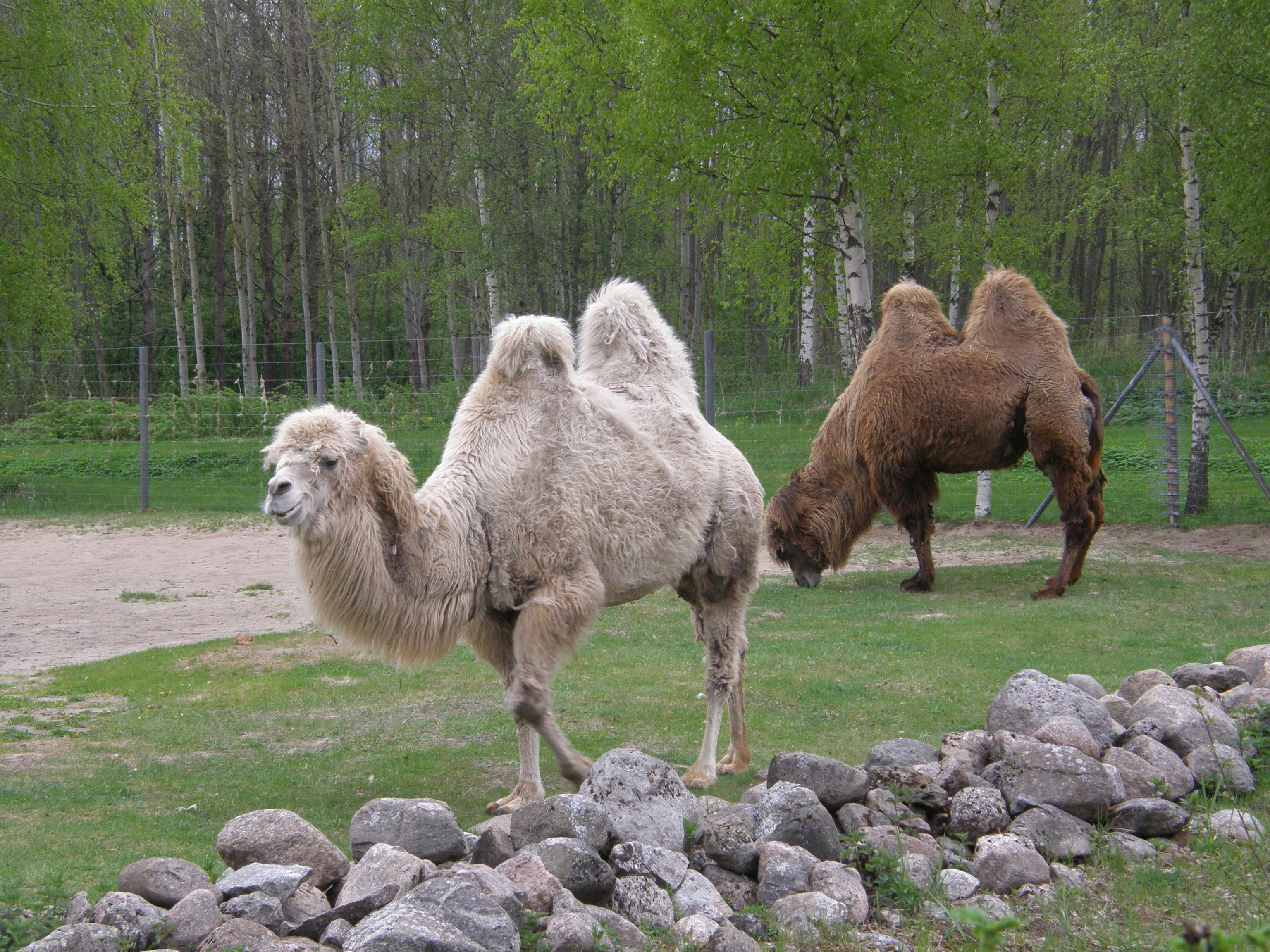
Двугорбые верблюды
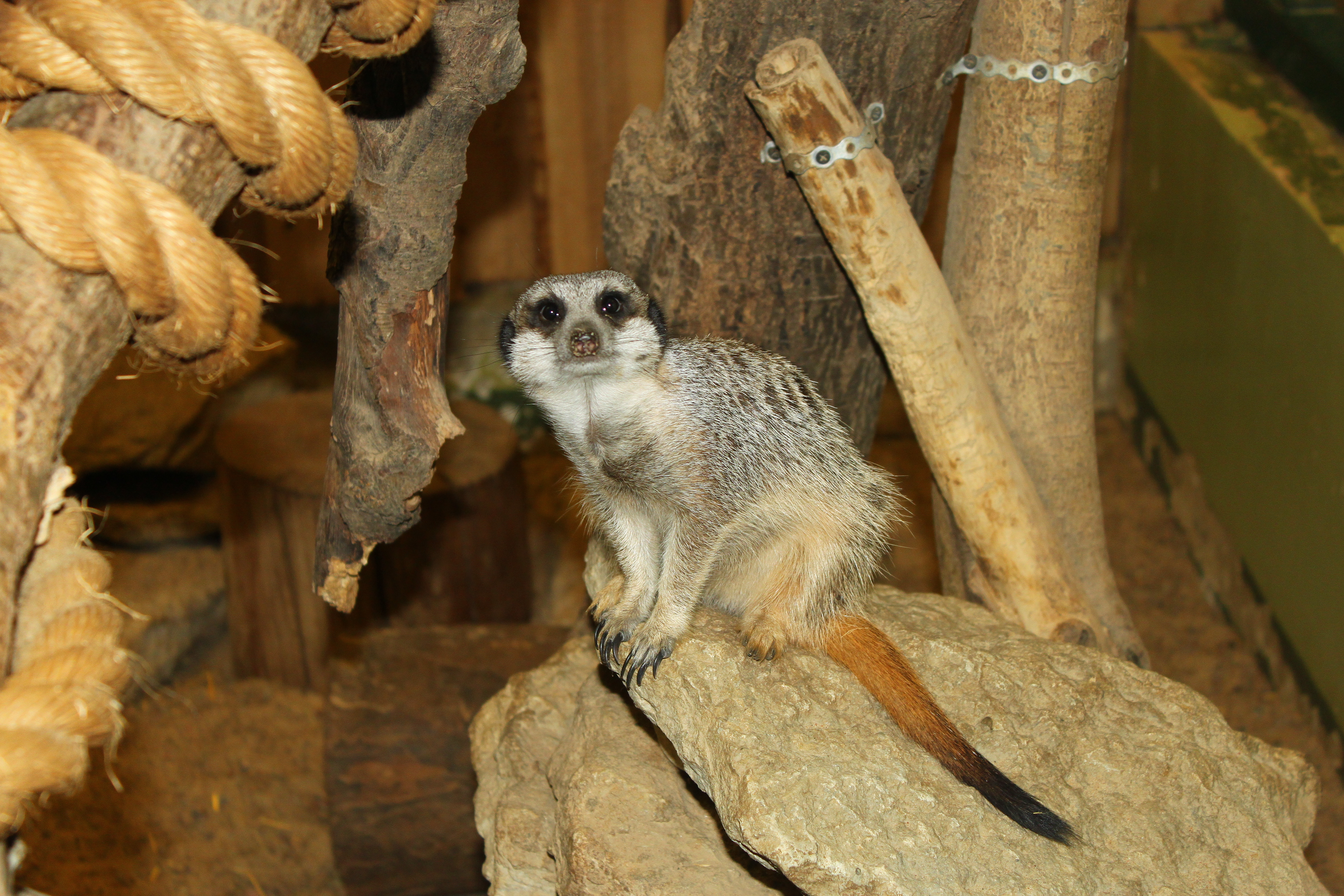
Сурикат
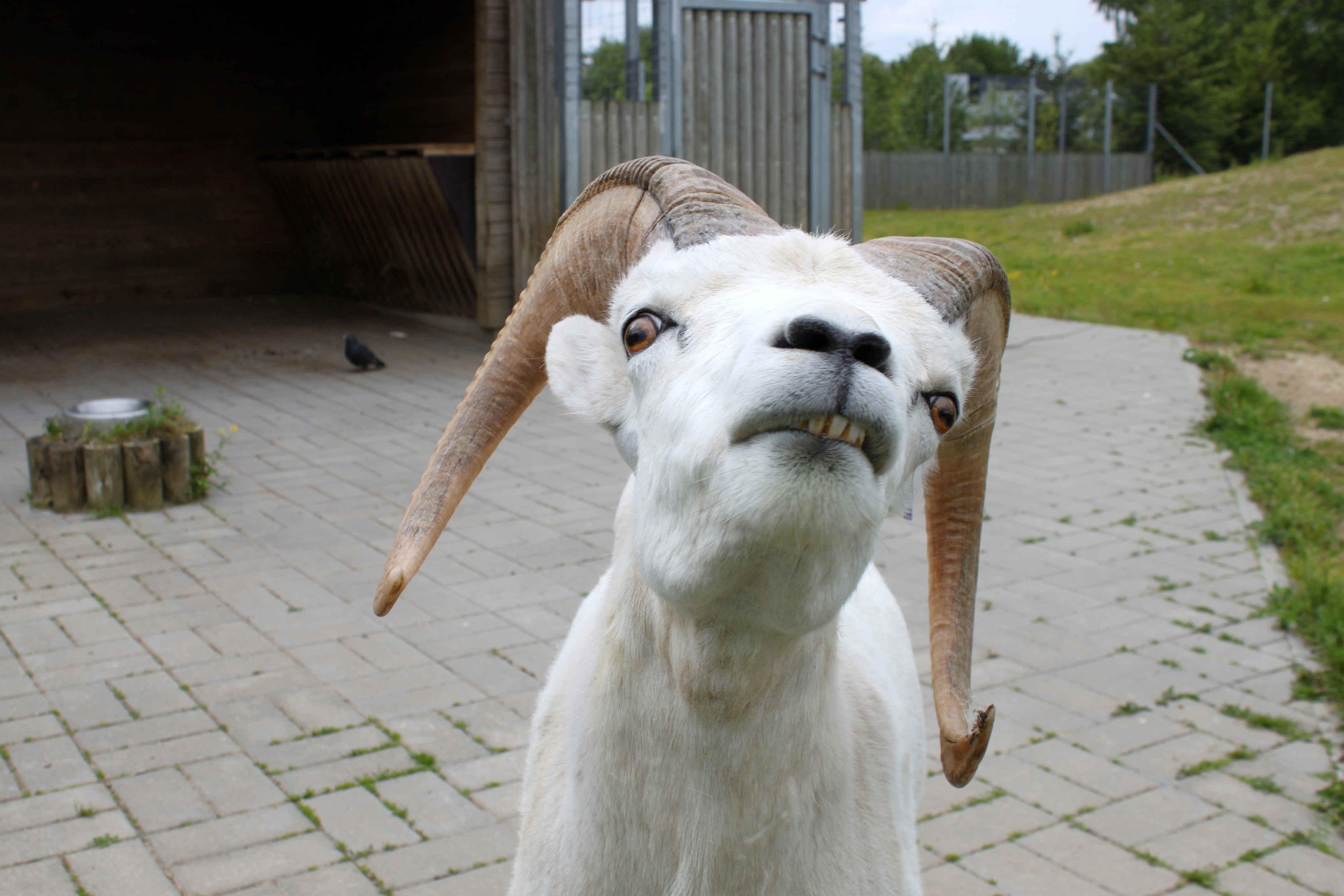
Горный козёл
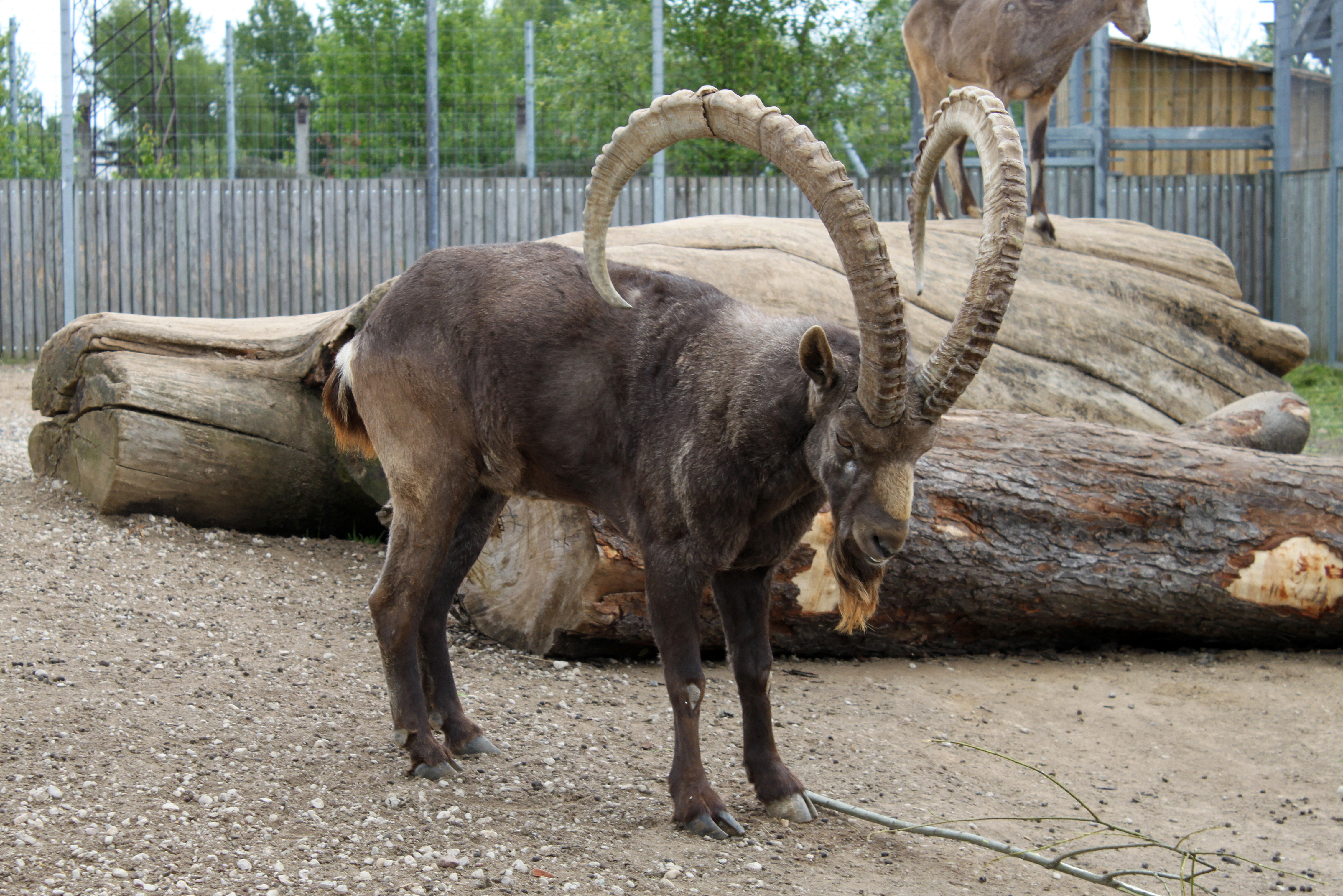
Горный козёл
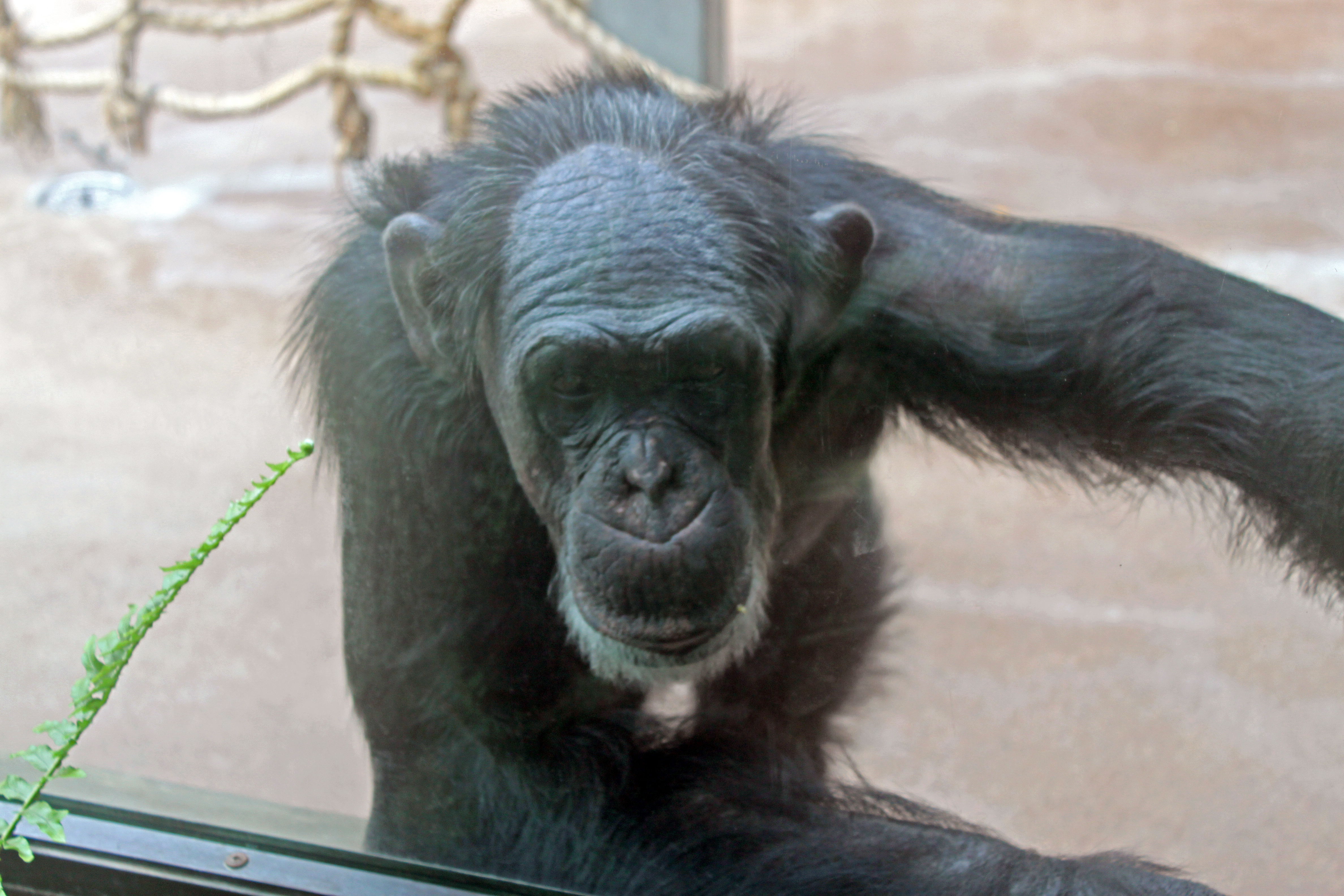
Шимпанзе
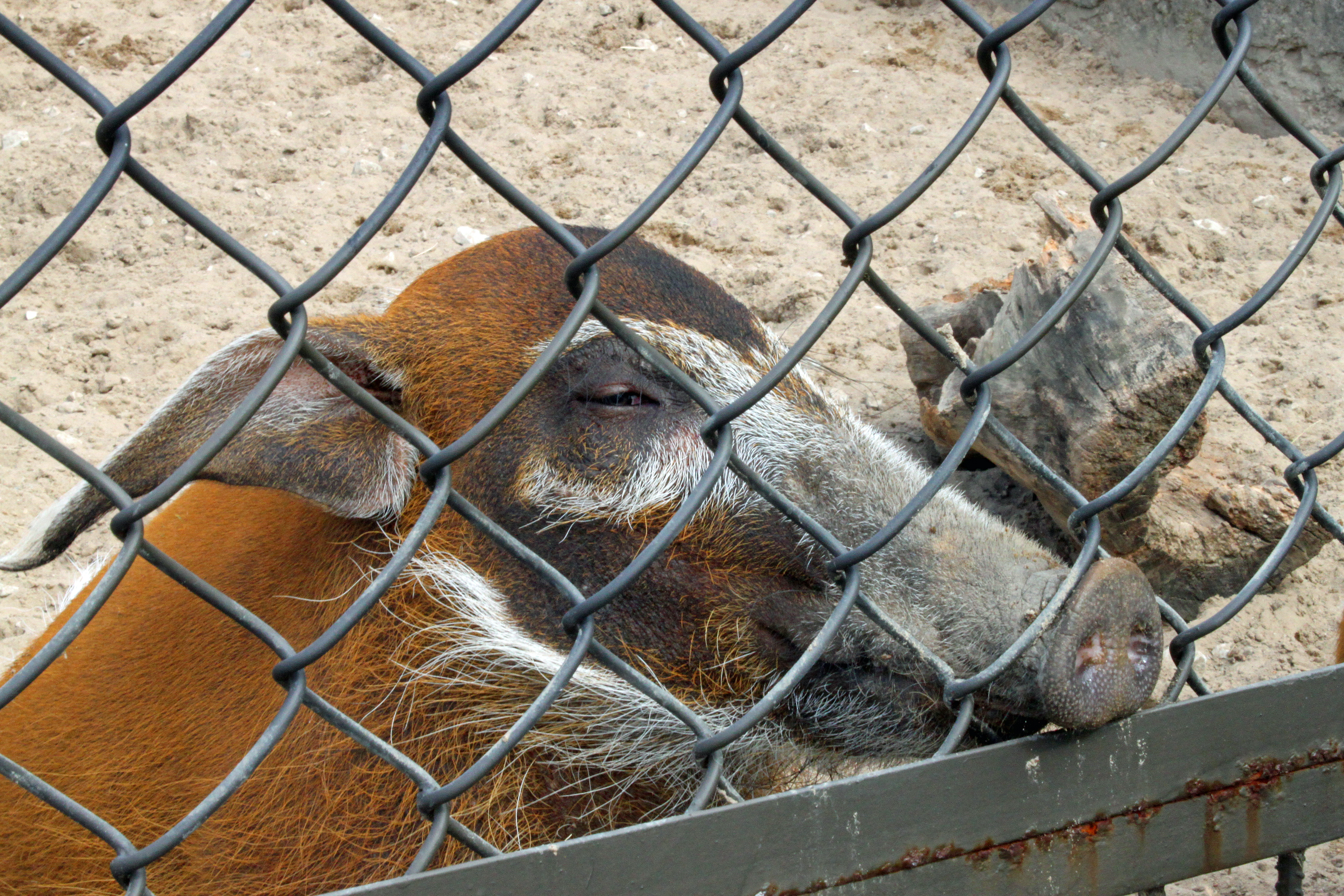
Кистеухая свинья
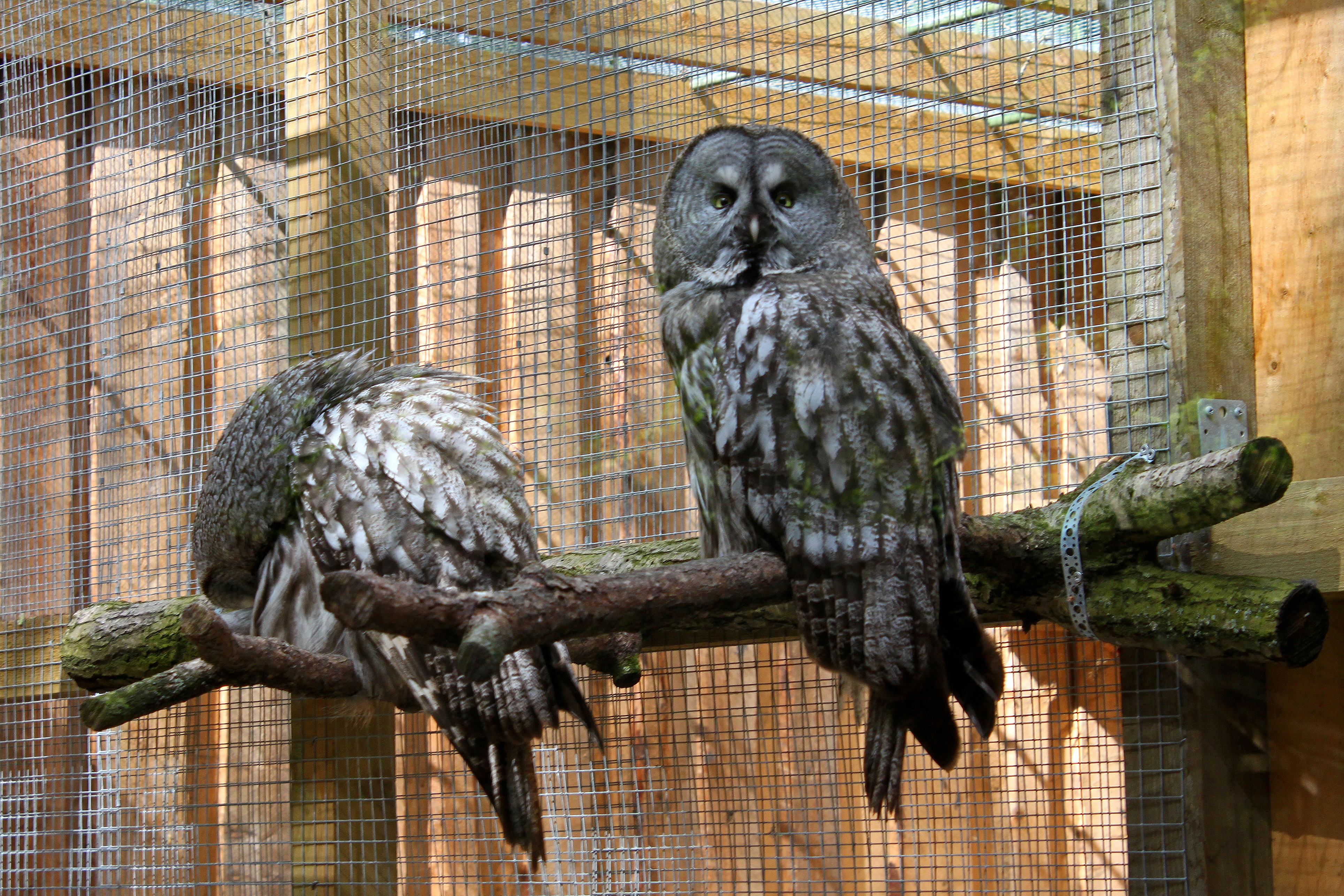
Бородатая неясыть
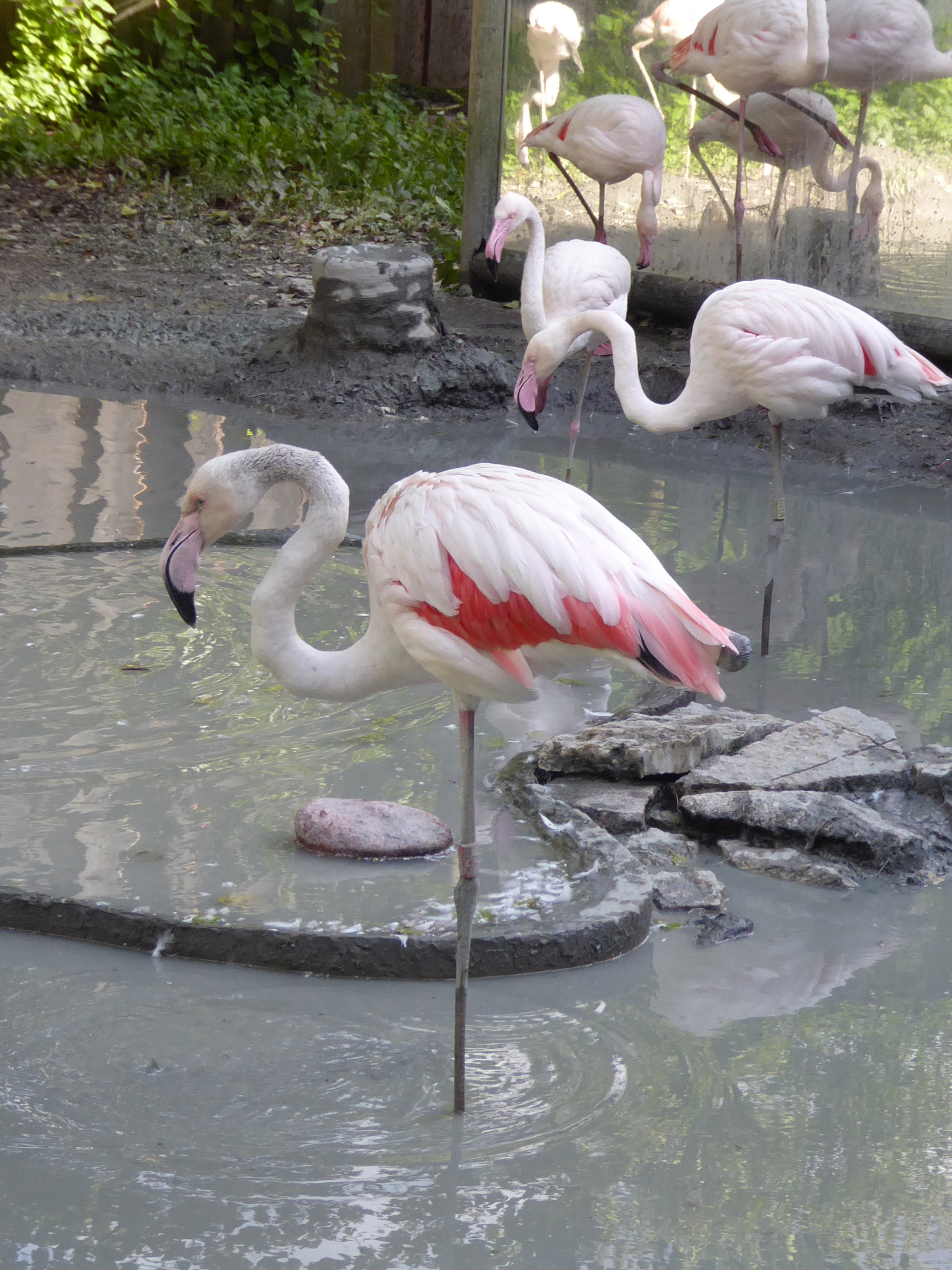
Фламинго
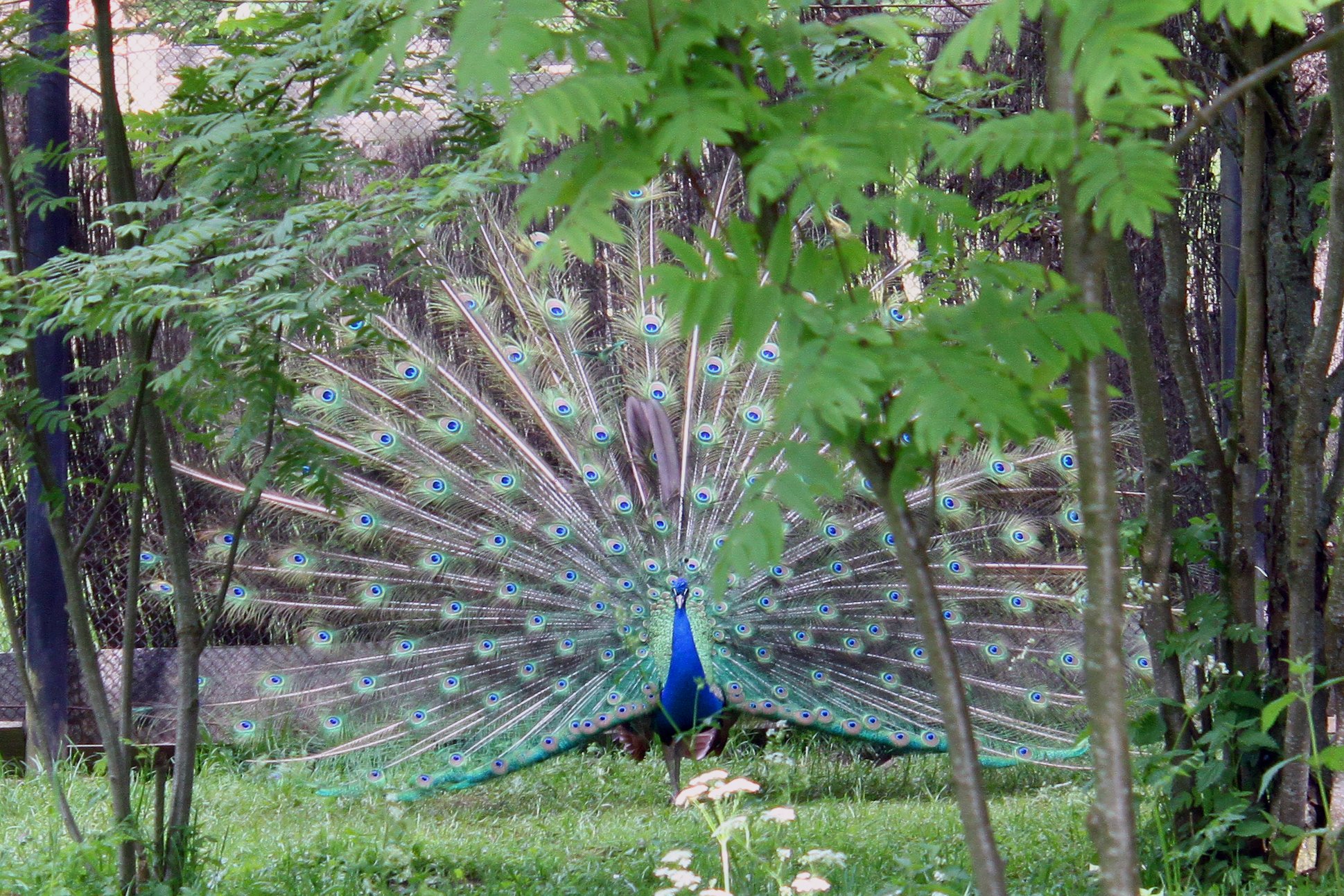
Павлин